# イオン明石ショッピングセンター
イオン明石ショッピングセンター（イオンあかしショッピングセンター）は、兵庫県明石市大久保町にあるショッピングセンターである。
イオンモール株式会社により運営・管理されており、イオン明石店と明石ビブレと専門店で構成されている。旧名称は「マイカル明石」。

## 概要
JR神戸線（山陽本線）大久保駅の南に位置する。同駅と直結しており、さらに国道250号（明姫幹線）にも面していることから、交通の便が良い。施設自体はTC神鋼不動産（当初はオーズタウン開発）が所有しており、イオンモール（当初はマイカル）は全館にわたり入居する形となっている。

### 開業経緯
この地にはかつて神戸製鋼所・大久保事業所北用地の工場があり、やがて閉鎖されると『大久保オーズタウン（O's Town）』という新興住宅地が構想・造成された。元株式会社マイカルが開発したマイカルタウンを2011年3月にイオンリテールが吸収合併した。

### その他
- 東播磨地域でイオンリテールが運営する店舗は、他にイオン土山店・イオン加古川店・アスパ高砂（イオン高砂店）などがある。
- 当駅から西に約2km（徒歩15分）の位置にフジ（旧・マックスバリュ西日本）運営の「イオン大久保西ショッピングセンター」が存在する。
- 明石市内では最大規模のショッピングセンターで、二見町にあったイオンタウン明石（旧・ハイパーマート二見店→カルフール明石）の計画段階での仮称も「イオン明石ショッピングセンター」だった。
- 5番街の南側にジョーシン明石大久保店が所在するが、当ショッピングセンター内のテナントという扱いにはなっておらず、ショップガイドにも表示されない。ただし、駐車場は共用しており、ジョーシンでの購入額に応じた駐車料金のサービスを受けることができる。

## 沿革
- 1997年（平成9年）10月23日 - マイカル明石（1・2・3番街）グランドオープン。
- 2000年（平成12年）11月 - 5番街・駐車場棟オープン。
- 2011年（平成23年）3月1日 - マイカルがイオンリテールと合併するのに伴い、名称を『イオン明石ショッピングセンター』に変更。管理・運営もマイカルからイオンリテールへ移管。
- 2011年（平成23年）4月17日 - ビエラ大久保がJR大久保駅直結で、地上2階建て商業施設として開業[3]。
- 2012年（平成24年）2月15日 - 兵庫県とイオン株式会社との連携と協力に関する協定を締結[4]。
- 2012年（平成24年）3月14日 - 明石ビブレのイオンリテール直営食品売場が廃止。
- 2012年（平成24年）4月27日 - 明石ビブレの食品フロアが専門店からなる「ビブレキッチン」としてリニューアルオープン。
- 2012年（平成24年）9月28日 - イオン明石店の1Fフロアがリフレッシュオープン。
- 2013年（平成25年）3月15日 - 全館リニューアルオープン。
- 2013年（平成25年）7月1日 - ワーナー・マイカルがイオンシネマズと合併。イオンエンターテイメントとなったのに際しSC内に入居するワーナー・マイカル・シネマズ明石がイオンシネマ明石に劇場名変更。
- 2013年（平成25年）11月1日 - 管理及び運営がイオンモール株式会社に移行。レジ袋の無料配布中止。
- 2016年（平成28年）3月1日 - 明石ビブレの運営がイオンリテールからOPAへ移管。
- 2017年（平成29年）3月18日 - 明石ビブレ2階リニューアルオープン。
- 2017年（平成29年）11月1日 - 明石SC駐車場のリニューアル工事が完了。割引サービスが変更。
- 2018年（平成30年）7月21日 - 明石ビブレ3階リニューアルオープン。
- 2018年（平成30年）11月22日 - 明石SC2番館・5番館リニューアルオープン。
- 2019年（平成31年）3月1日 - 専門店街の営業時間が変更。
- 2021年（令和3年）3月1日 - 明石ビブレの運営がOPAからイオンモールへ移管。

## 主な店舗
1番街・2番街・3番街・5番街の4館で構成されており、各館はペデストリアンデッキで結ばれている。
1番街には明石ビブレとイオンシネマ明石、2番街はコナミスポーツクラブ明石大久保、3番街にはイオン明石店がメインテナントとして入居。5番街は駐車場を主体にした構成になっている。
全ての店舗の一覧は公式サイト内のフロアマップを参照のこと。ただし、1番街の店舗は外部リンクの明石ビブレの公式サイトを参照のこと。

### かつて存在した店舗
2番街のフードコートには、マイカルとナムコの共同でラーメンテーマパーク『明石ラーメン波止場』が2003年12月5日にオープンしたが、2008年8月31日で営業終了。また、『神戸クックワールドビュッフェ』も2018年6月30日で営業終了。跡地には「コメダ珈琲店」など多くの飲食店が入店。
また、同じく2番街にある『コナミスポーツクラブ明石大久保』は、かつてマイカルグループが展開していたフィットネス事業部門『ピープル』のブランドのひとつである『フライツァイト』だった。

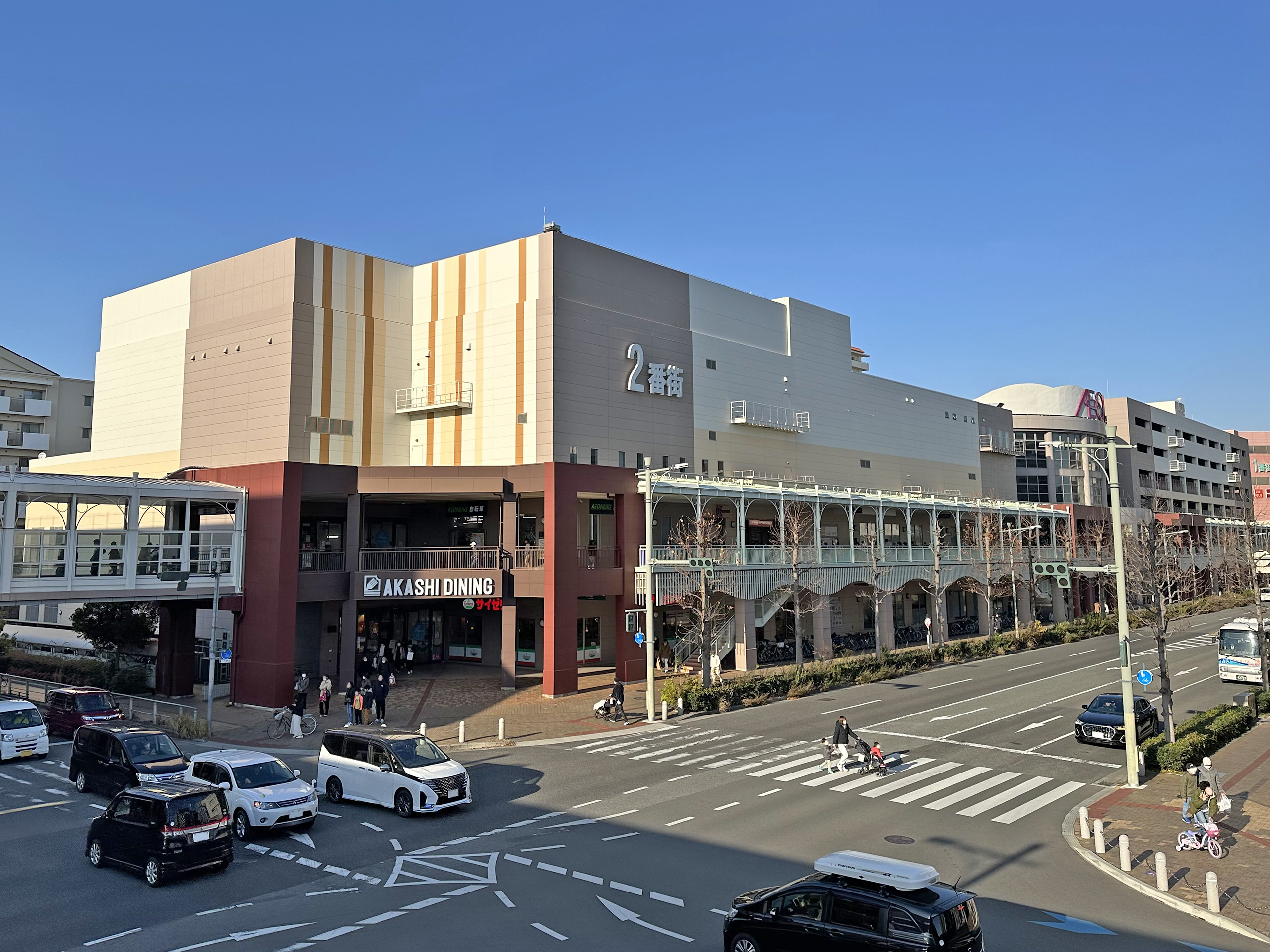
2番街
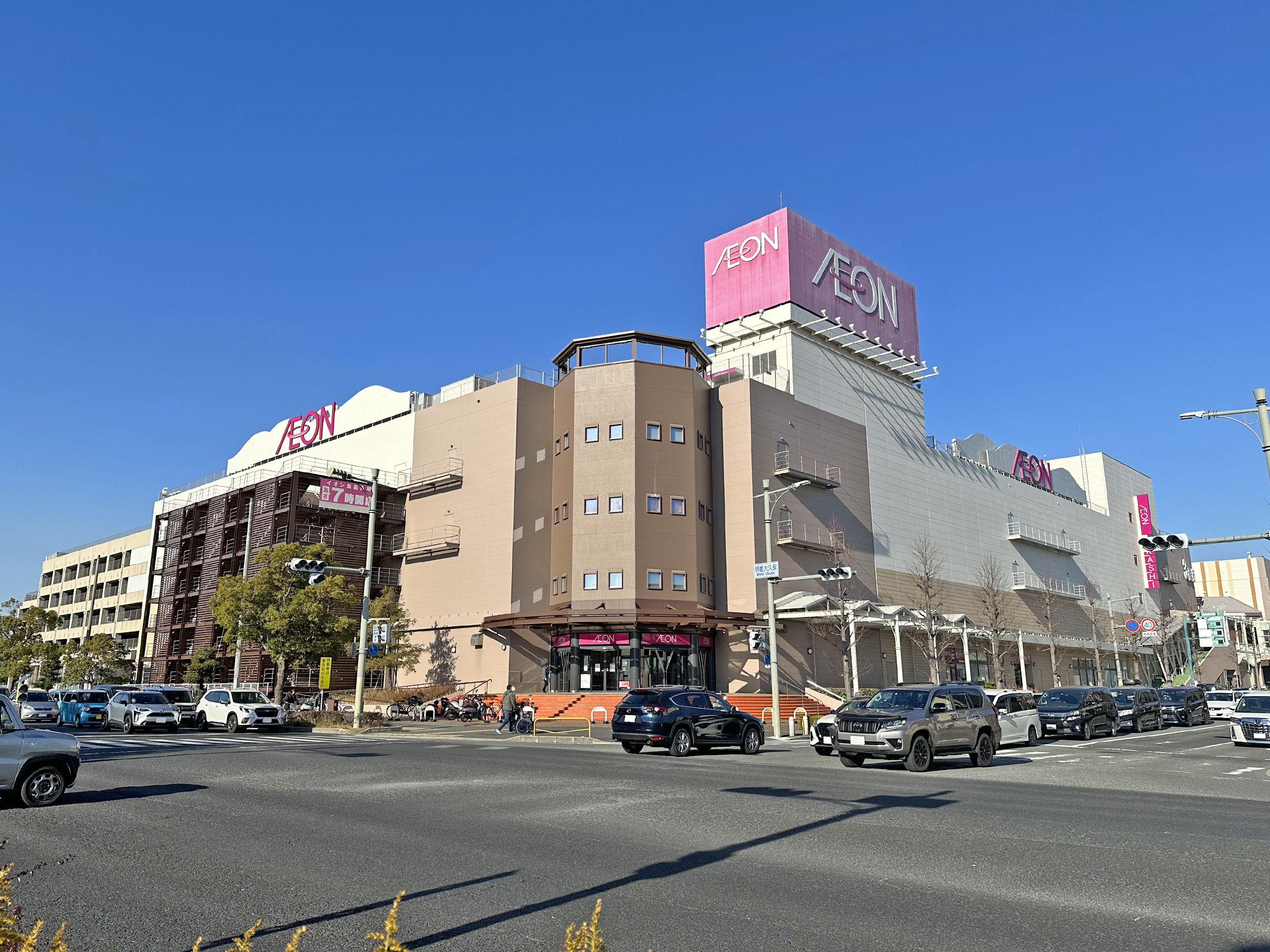
3番街
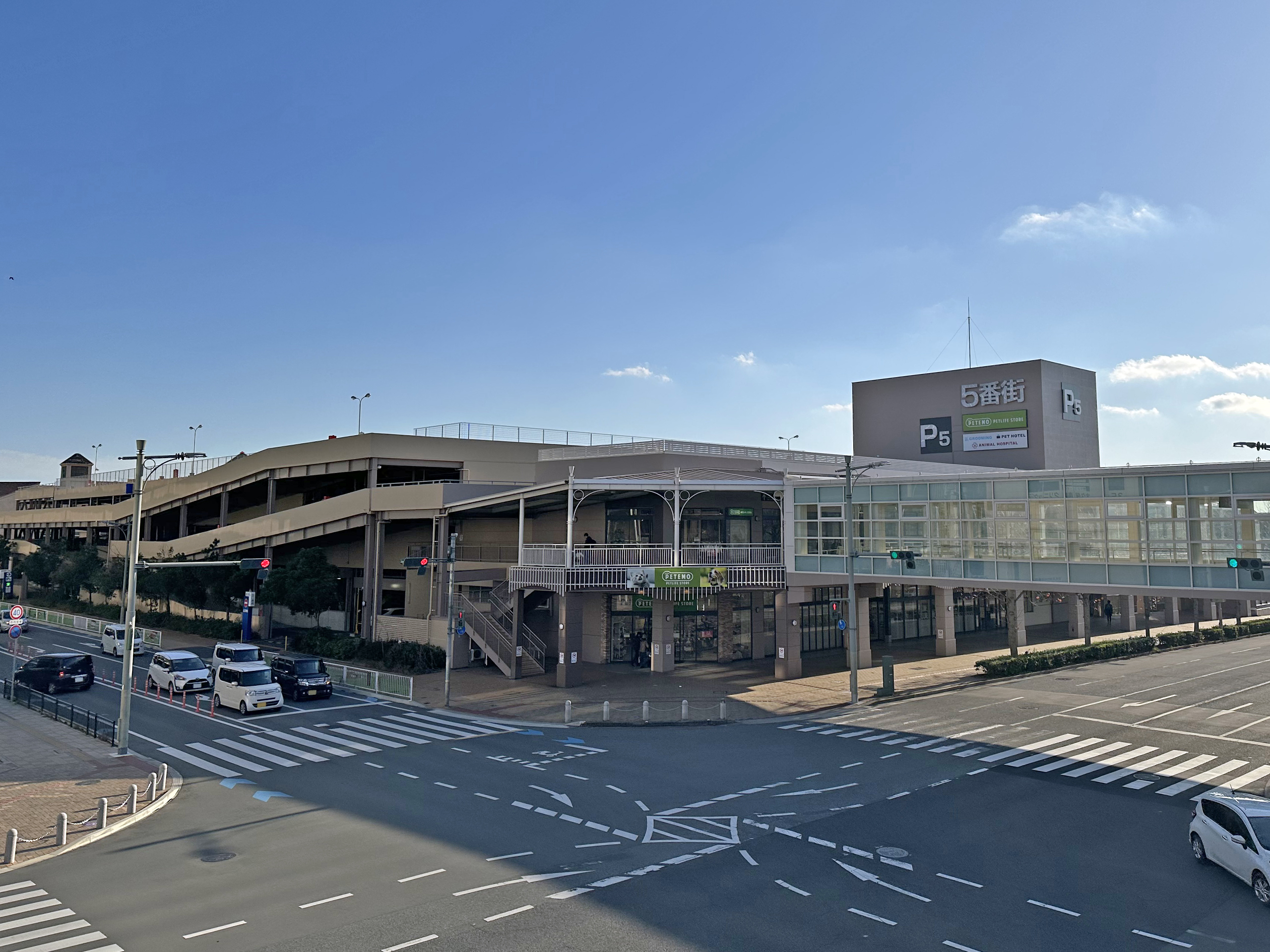
5番街

## アクセス
- 鉄道
  - 西日本旅客鉄道（JR西日本）JR神戸線（山陽本線） 大久保駅 - 下車すぐ
  - 山陽電鉄本線 中八木駅 - 北西へ徒歩約15分

- バス
  - Tacoバス - ゆりのき通2丁目停留所からすぐ。谷八木ルートと江井ヶ島ルート、および『たこバスミニ』の松蔭ルートと大久保南ルートが経由する。

- 自動車
  - 大阪・神戸方面より - 第二神明道路玉津IC下車、国道250号（明姫幹線）を西へ約10分。
  - 姫路・加古川方面より - 大久保IC下車、国道2号を西へ進み、大久保西交差点を左折。アンダーパスを抜け南へすぐ。

## 周辺施設
- あかし保健所
- 明石医療センター
- 兵庫県立明石城西高等学校
- コベルコ教習所 明石センター